# Йосіко Кавасіма
Йосіко Кавасіма (яп. 川島芳子; 24 травня 1907, Пекін — 25 березня 1948, Хебей) — маньчжурська принцеса з шляхетського роду Айсін Ґьоро. Під час Японсько-китайської війни (1937—1945) була шпигункою японської квантунської армії. За свою діяльність мала прізвиська «східна Мата Харі», «леді Дунчжень» (кит.: 東珍, «Східний Діамант»), та «Маньчжурська Жанна д'Арк». Була розстріляна гоміньданьською армією за державну зраду у 1948.

## Біографія
Народилась 24 травня 1907 року в родині Айсін Ґьоро Шаньсі, 10-го сина великого князя Су з манчжурського імператорського роду. Була 14-тою донькою в родині. З початком Синьхайської революції дівчинку вдочерив близький друг її батька, японський торговець, авантюрист та шпигун Наніва Кавасіма. Він забрав дівчинку до Японії, дав їй своє прізвище і назвав Йосіко. Вона почала ходити в школу для дівчаток у місті Мацумото, профектури Наґано. 1922 року її біологічний батько помер, а мати покінчила життя самогубством. Йосіко відправили до Токіо, де вона почала вивчати дзюдо та фехтування. 
У 17 років у Йосіко почалися проблеми. Вона спробувала покінчити життя самогубством, але невдало. Відтоді Йосіко починає носити суто чоловічий одяг. Почали ходити чутки що дівчину згвалтував прийомний батько. Після того як чутки підхопили газети, Йосіко вирішила залишити Японію.
У 1927 вийшла заміж за лідера монгольсько-манчжурського руху за незалежність генерала Ганжуржаба. Через два роки вони розлучилися і Йосіко переїхала у Шанхай. Там вона зустрічається з японським розвідником Рюкіті Танакой, який починає використовувати її контакти в аристократичному середовищі монголів та маньчжурів. Після того як Танакі відкликали у Японію, Йосіко починає працювати на відомого генерал-майора Кендзі Доіхару. Завдяки своїй природній чарівності та привабливості для чоловіків, Йосіко завжди мала успіх.
Йосіко була особисто знайома з імператором Пуї. Саме вона, згідно з японськими планами, переконала його вирушити у Манчжурію та очолити маріонеткову державу Маньчжу-Го.
У 1932 вдалося організувати з колишніх бандитів та розбійників кавалерійський загін у 3000-5000 шабель, який почав виконувати каральну функцію по знищенню китайських партизан, які воювали проти японських окупантів (так званий «План умиротворення Маньчжу-Го»).
Японські газети оголошують Йосіко «Маньчжурською Жанною д'Арк», вона стає знаменитою. Йосіко стає частиною вищого суспільства, починає виступати по радіо, і навіть випускає пластинки пісень у своєму виконанні. Однак, з часом, відношення японців до Йосіко почало змінуватись, оскільки вона почала усе частіше критикувати колонізаторську політику Японії в Маньчжурії. Оскільки у її розвідницьких здібностях більше не було потреби, Йосіко поступово пішла зі сцени.
Вже після закінчення війни, 11 листопада 1945 року агентство новин повідомило, що «китайські контррозвідники затримали в Пекіні розшукувану упродовж довгого часу красуню у чоловічому одязі». 25 березня 1948 року було винесено смертний вирок за звинуваченням у співпраці з японським окупаційним режимом, і Йосіко Кавасіма була розстріляна під китайським ім'ям Цзінь Біхуей (кит.: 金璧輝).
За іншою версією Йосіко змогла втекти з в'язниці. Вона змінила ім'я, оселилась на Півночі Китаю і дожила до 1970-х років.

## У культурі
Образ Йосіко Кавасіми було показано у багатьох фільмах починаючи з 1932 року. Наприклад у фільмах:
- Останній імператор (1987)
- Красуня у чоловічих костюмах (2008)